# Polymorphus cucullatus
Polymorphus cucullatus es una especie de acantocéfalo del género Polymorphus, familia Polymorphidae. Fue descrita por Van Cleave y Starrett en 1940. Se encuentra en América del Norte.